# سرزمین ما
سرزمین ما (به ژاپنی: かぞくのくに Kazoku no kuni) به معنی سرزمین خانواده، فیلم در ژانر درام است که در سال ۲۰۱۲ اکران شد. از بازیگران آن می‌توان به ساکورا آندو، آراتا ایورا، و جون موراکامی اشاره کرد.